# Anna Hjelmqvist
Anna Kristina Hjelmqvist, född 23 oktober 1862 i Växjö församling, Kronobergs län, död 17 oktober 1933 i Ljungby församling, Kronobergs län, var en svensk gymnastikdirektör och rösträttsaktivist. 
Hon var verksam i kampanjen för införandet av kvinnlig rösträtt i Sverige och ordförande för Föreningen för kvinnans politiska rösträtt i Växjö 1914-1916.